# Regulate...G Funk Era
Regulate...G Funk Era es un álbum del rapero estadounidense Warren G. Fue publicado en 1994 por el sello Def Jam y alcanzó la categoría de triple disco de platino. El sencillo principal del álbum, "Regulate", describe la vida pandillera de la Costa Oeste y samplea el hit "I Keep Forgettin' (Every Time You're Near)" del cantante Michael McDonald, contando con la participación de Nate Dogg, miembro del grupo 213. El álbum recibió buenas críticas. Debutó en el número dos del Billboard 200 después de haber vendido 176.000 copias durante su semana de lanzamiento.

## Lista de canciones
1. "Regulate" ft. Nate Dogg
2. "Do You See"
3. "Gangsta Sermon"
4. "Recognize" ft. The Twinz
5. "Super Soul Sis" ft. Jah Skills
6. "'94 Ho Draft"
7. "So Many Ways" ft. Wayniac & Lady Levi
8. "This D.J." ft. O.G.L.B.
9. "This Is the Shack" ft. The Dove Shack
10. "What's Next" ft. Mr. Malik
11. "And Ya Don't Stop"
12. "Runnin' Wit No Breaks" ft. Jah Skills, Bo Roc, G Child, The Twinz
13. "Regulate (Remix)" ft. Nate Dogg (Remastered Bonus Track)

## Créditos
- Warren G - Vocales, Producción
- Nate Dogg - Vocales
- Chris Lighty -	Productor ejecutivo
- Paul Stewart -	Productor ejecutivo
- John Philip Shenale - Edición
- John Morris - Ingeniero, Mezclas
- Greg Geitzenauer - Teclados, Mezclas, Ingeniero
- Mike Ainsworth - Ingeniero asistente
- Ulysses Noriega - Ingeniero asistente
- George "Yorrgi" Gallegos - Ingeniero asistente
- Christopher C. Murphy - Ingeniero asistente
- Tony Green - Bajo
- Daniel Shulman - Bajo
- Che Laird - Guitarra
- Andreas Straub - Guitarra
- Morris O'Connor - Guitarra
- Sean "Barney" Thomas - Teclados
- Carl "Butch" Small - Percusión
- The Dove Shack  - Vocales
- Ricky Harris - Vocales
- B-Tip - Vocales
- Deon - Vocales
- Dewayne - Vocales
- Lady Levi - Vocales
- Jah-Skilz - Vocales
- G-Child (Warren G) - Vocales
- O.G.L.B. - Vocales
- Bernie Grundman - Masterización
- Michael Miller - Fotografía

## Samples
Regulate
- "I Keep Forgettin' (Every Time You're Near)" de Michael McDonald
- "Sign of the Times" de Bob James
- "Let me ride" de Dr.Dre

Do You See
- "Juicy Fruit" de Mtume
- "Mama Used To Say" de Junior Giscombe

Super Soul Sis
- "Don't Stop (Ever Loving Me)" de One Way
- "Why Have I Lost You" de Cameo
- "Nuthin' but a 'G' Thang (Freestyle Remix)" de Snoop Dogg

This D.J.
- "Curious" de Midnight Star
- "Juicy Fruit" de Mtume

And Ya Don't Stop
- "Janitzio" de Don Julian

Runnin' Wit No Breaks
- "Go On and Cry" de Les McCann & Eddie Harris
- "N.T." de Kool & the Gang

## Charts
Album – Billboard (North America)
| Año  | Chart             | Posición |
| ---- | ----------------- | -------- |
| 1994 | The Billboard 200 | #2       |

Singles – Billboard (North America)
| Año  | Single       | Chart             | Posición |
| ---- | ------------ | ----------------- | -------- |
| 1994 | "Do You See" | Billboard Hot 100 | #42      |
| 1994 | "Regulate"   | Billboard Hot 100 | #2       |
| 1994 | "This D.J."  | Billboard Hot 100 | #9       |